# Le Chat (Comic)
Le Chat ist eine belgische Comic-Serie, die von Philippe Geluck geschaffen wurde. Sie wurde vom 22. März 1983 bis zum 23. März 2013 täglich in der Zeitung Le Soir veröffentlicht. Seitdem wird sie in Alben veröffentlicht. Von Beginn seiner Veröffentlichung an wurde der Comic eine der meistverkauften Französisch-Belgischen Comic-Serien und die Hauptfigur das Maskottchen von Le Soir. Obwohl Le Chat eine Ikone in Wallonien ist, erhält er keine vergleichbare Reichweite in Flandern.

## Inhalt und Veröffentlichung
Le Chat ist eine erwachsene, fettleibige, anthropomorphe Katze in Menschengröße, die normalerweise einen Anzug trägt. Er hat immer den gleichen körperlichen Ausdruck. Er kommt oft mit ausgeklügelten Überlegungen, die zu urkomisch absurden Schlussfolgerungen führen. So nimmt er Metaphern wörtlich oder baut immer unwahrscheinlichere „Was-wäre-wenn“-Szenarien in gewöhnliche Sachverhalte ein.
Die einzelnen Teile der Serie sind eine Seite lang und erschienen wöchentlich in der Beilage Victor der belgischen Zeitung Le Soir. Anlässlich des 20-jährigen Jubiläums von Le Chat im Jahr 2003 gestattete die Zeitung Geluck, die gesamte Zeitung dieses Tages zu illustrieren.

## Charaktere
Der Antiheld ist eine graue Katze mit spitzen Ohren, einer großen Nase und einem Mund, der meist weitgehend von der Nase verdeckt wird. In einem Strip sieht man, dass die Katze Jean-Claude heißt. Aus anthropomorphistischen Gründen steht er aufrecht, ist wie ein Mensch gekleidet und zeigt typisch menschliche Verhaltensweisen (in die Kneipe gehen, Auto fahren …), obwohl seine Katzennatur zeitweise zum Ausdruck kommt (er jagt, frisst und martert Mäuse) und sich direkt an den Leser wendet. Als Gelucks Alter Ego nimmt die Katze oft politische Positionen ein, die links oder sogar linksradikal orientiert sind, antimilitaristisch, gegen den Front National, gegen die Religion und manchmal auch gegen die Globalisierung. Obwohl der Kater bei Gags hauptsächlich allein ist, wird er gelegentlich von anderen Figuren begleitet. Wiederkehrende Figuren sind:
- Seine Frau: Eine Katze, die manchmal ihr Aussehen ändert (manchmal in Menschengestalt), sie kann stumm bleiben (wenn der Kater zu ihr oder uns spricht), aber auch mit dem Kater in Dialog treten (beim Fernsehen, vor dem Abendessen …).
- Seine Neffen: Sie ändern oft ihr Aussehen, man kann sie kaum von den Kindern der Katze unterscheiden, wenn sie nicht explizit genannt werden, und sie machen ihrem „Onkel Katze“ meist das Leben schwer.
- Seine Kinder: Sie wechseln oft ihr Aussehen und sind dem Anschein nach sehr gut von Le Chat erzogen, da sie sehr gehorsam sind. Der Sohn des Katers ist der Held einer gleichnamigen Spin-off-Serie.
- Einige Mäuse: Von der Katze ausgebeutet, oft gegessen oder gemartert, oder seltener mit der Katze befreundet.
- Roger: Der Barkeeper, dessen Gesicht nie zu sehen ist, bei dem der Kater immer einen Muscadet oder einen Kaffee bestellt. Roger ist auch Gelucks Spitzname, wenn der Kater ihn erwähnt oder anspricht.
- Philippe Geluck: Wird oft als Vater des Katers dargestellt und von diesem manchmal Roger genannt.
- Sein Psychologe, den er an seinen Hirngespinsten teilhaben lässt, denen dieser nur geistesabwesend zuhört.

In manchen Gags taucht die Katze überhaupt nicht auf, manchmal sieht man Karikaturen (Shiva, Venus von Milo, Muslime, Afghaner …), bei denen es sich manchmal um Stiche handelt, die Geluck teilweise neu gezeichnet hat, und zahlreiche andere Figuren können mit der Katze in Dialog treten oder von ihr inszeniert werden (diese Figuren haben meist keinerlei Bezug zu dem genannten Helden).
In den Comics Encyclopédies universelles, den medizinischen Werken von le Docteur G. und den Chroniques, die aus der Serie hervorgegangen sind, spielt die Katze oft eine Nebenrolle zugunsten zahlreicher anderer Figuren, die in der Regel nur Gegenstand eines Gags sind (selten mehr, auch wenn es vorkommt, dass eine Karikatur mehrmals wiederverwendet wird), ohne jedoch den Platz der Katze einzunehmen.

## Sammelausgaben
Auf 80 Seiten:
1. Le Chat, 1986
2. Le Retour du Chat, 1988
3. La Vengeance du Chat, 1989
4. Le Quatrième Chat, 1991
5. Le Chat au Congo, 1993
6. Ma langue au Chat, 1995
7. Le Chat à Malibu, 1997

Später wurden die 80-seitigen Alben mit 48 Seiten neu aufgelegt, um die Sammlung zu vereinheitlichen.
1. Le Chat, 2001
2. Le Retour du Chat, 2001
3. La Vengeance du Chat, 2002
4. Le Quatrième Chat, 2002
5. Le Chat au Congo, 2003
6. Ma langue au Chat, 2004
7. Le Chat à Malibu, 2005
8. Le Chat 1999,9999, 1999
9. L'Avenir du Chat, 1999
10. Le Chat est content, 2000
11. L'Affaire le Chat, 2001
12. Et vous, chat va?, 2003
13. Le Chat a encore frappé, 2005
14. La Marque du Chat, 2007
15. Une Vie de Chat, 2008
16. Le Chat, Acte XVI, 2010
17. Le Meilleur du Chat, 1994
18. L'Excellent du Chat, 1996
19. Le Succulent du Chat, 1999
20. Entrechats, 1999
21. Le Top du Chat, 2009
22. La Rumba du Chat, 2019
23. Le Chat est parmi nous, 2020
24. Le Chat déambule, 2021
25. Le Chat et les 40 bougies, 2023

Deutsche Ausgaben bei der Edition Olms:

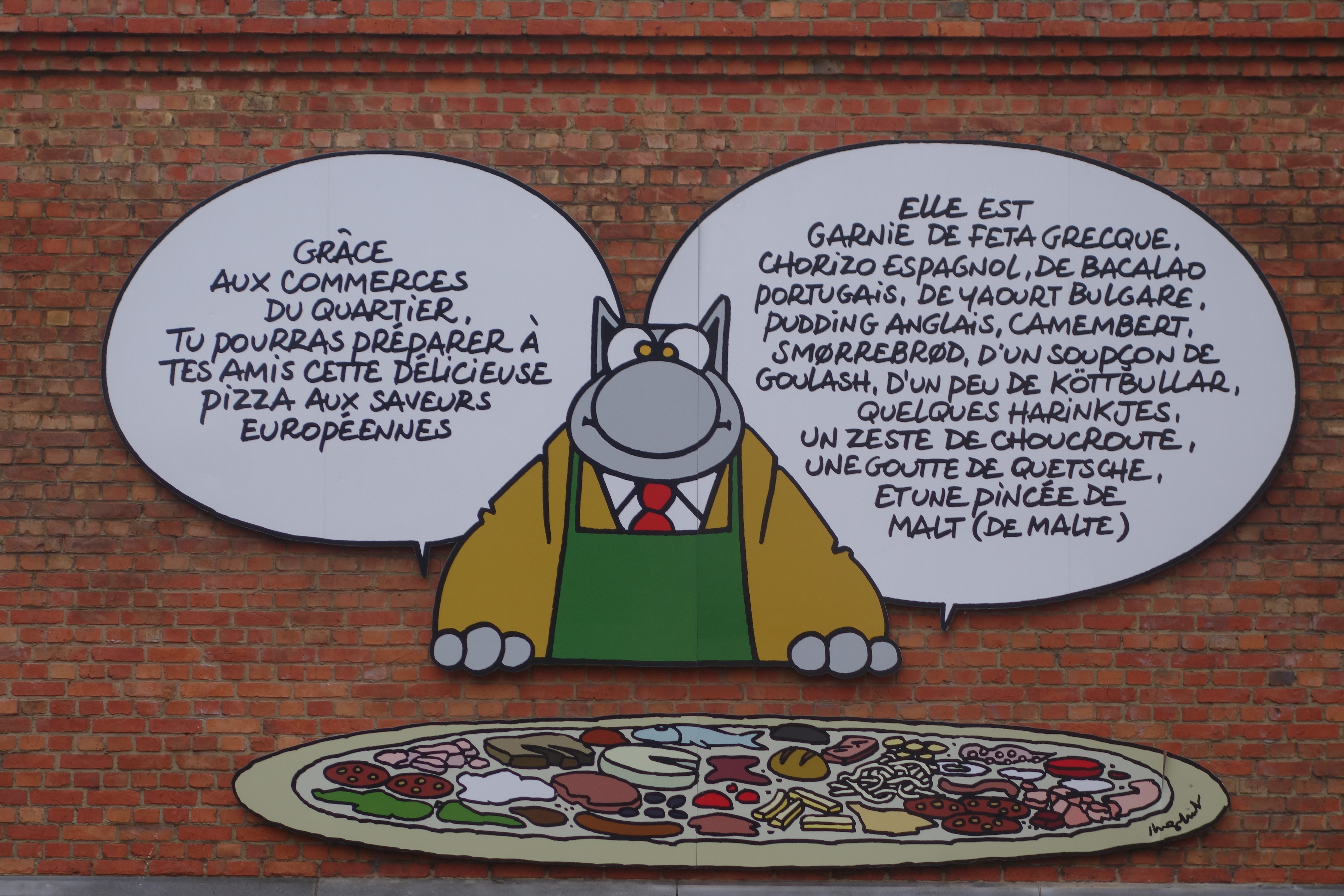
Cartoonbild von le Chat (Witz über Diversität von europäischer Kulinarik)[https://detienne.net/BD-ville/d_chat_etterbeek.php

1. Ich Sokrates, 1991
2. Sokrates total abgehoben, 1991

## Rezeption

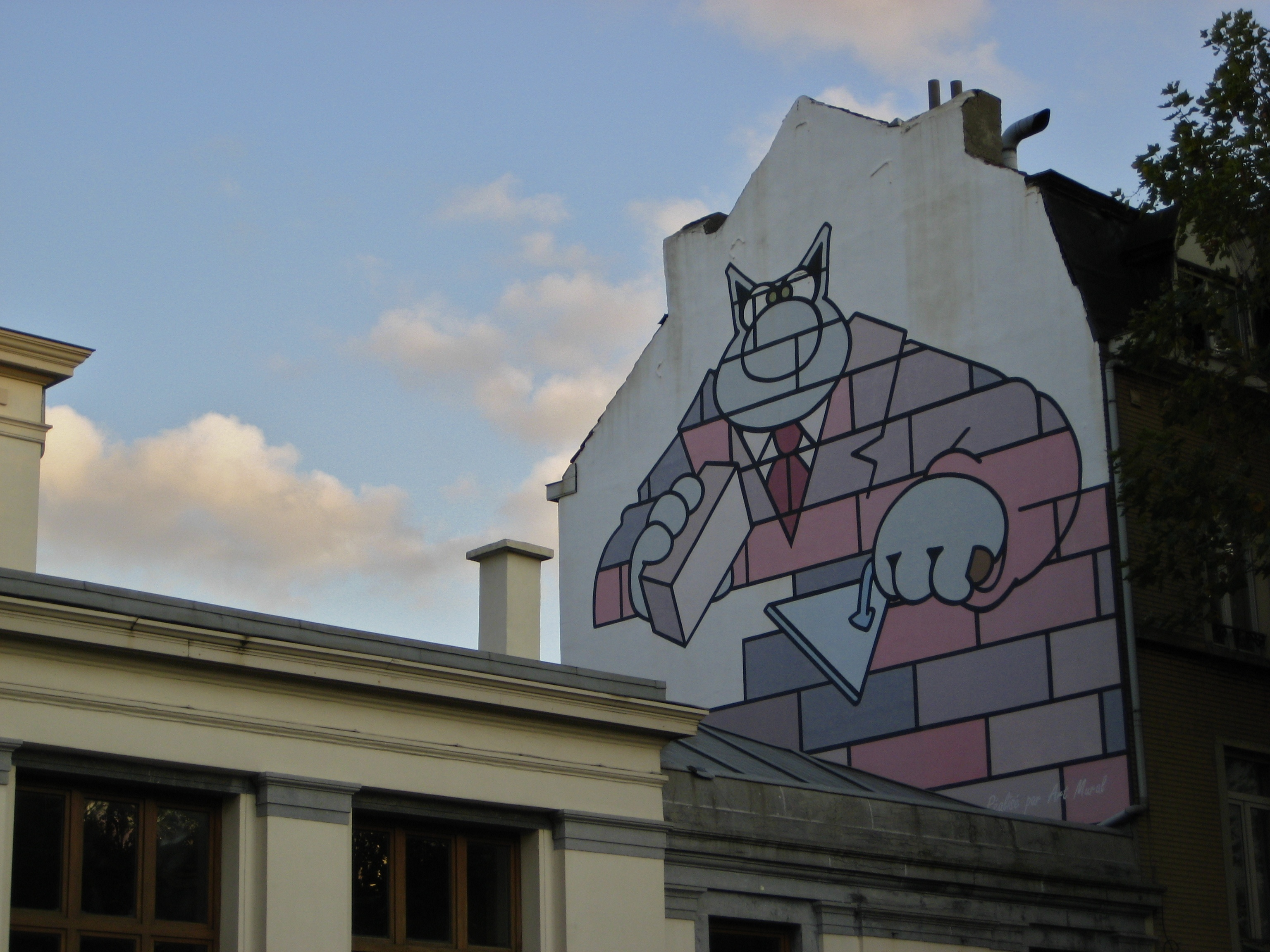
Das Wandgemälde auf Brüssels Comic-Buch Route ist Le Chat gewidmet

Als Teil der Comic-Strip Route in Brüssel wurde ein Wandgemälde im Zuidlaan/Boulevard du Midi in Brüssel im August 1993 an Le Chat gewidmet. Eine Ausstellung über die Geschichte von Le Chat und seines Schöpfers, Le Chat s'expose, wurde erstmals im Frühjahr 2004 im Autoworld Motor Museum in Brüssel gezeigt und ist seitdem durch Europa getourt.
Am 11. Oktober 2008 erhielt Le Chat seinen eigenen Marktplatz in Hotton in der belgischen Provinz Luxemburg. In der Mitte wurde eine von François Deboucq geschaffene Statue von ihm aufgestellt, die ihn mit einem Regenschirm in der Hand zeigt, aus dem es Wasser regnet.
2025 soll Le Chat sein eigenes Museum in Brüssel bekommen.